# Маурисио Енао
Маурисио Енао (шп. Mauricio Hénao) је колумбијски глумац и манекен.

## Филмографија

### Теленовеле
| Година:    | Српски назив:          | Оригинални назив: | Улога:                            |
| ---------- | ---------------------- | ----------------- | --------------------------------- |
| 2015.      | /                      |                   | Хосе Анхел Годој                  |
| 2014.      | Варалица               |                   | Хорхе Алтамира                    |
| 2013.      | Олуја                  |                   | Валентин                          |
| 2012-2013. | /                      |                   | Мартин Санторо / Томас Руиз Галан |
| 2011.      | Моје срце куца за Лолу |                   | Данијел Сантакрус Паласиос        |
| 2011-2012. | /                      |                   | Тони                              |
| 2010.      | Еленин дух             |                   | Мичел Мејерстон                   |
| 2010.      | /                      |                   | Едуардо Касерес                   |